# Václav Červený (politik)
Václav Červený (16. srpna 1905 Praha – 12. února 1986 Praha) byl český a československý politik Československé strany lidové a poúnorový poslanec Národního shromáždění ČSSR a Sněmovny lidu Federálního shromáždění.

## Biografie
Po maturitě na Akademickém gymnáziu v Praze vystudoval tamtéž v letech 1924–1928 Vysokou školu obchodní. V letech 1928–1931 zastával post tajemníka Společnosti pro hospodářské a kulturní styky s Černomořím a Orientem. V letech 1931–1948 byl ředitelem Akciové společnosti pro zahraniční obchod TORGOSLAV. V období let 1949–1951 působil coby obchodní ředitel a zástupce předsedy akciové společnosti Merkuria. V roce 1951 byl z politických důvodů propuštěn. V letech 1951–1958 byl pracovníkem podniku Řemeslnické potřeby, posléze Krajské odbytové a zásobovací základny místního hospodářství v Praze. Už před válkou se politicky angažoval. V roce 1938 vstoupil do ČSL. Od roku 1953 byl členem Ústředního výboru ČSL, v letech 1958–1970 členem předsednictva ÚV ČSL. V období let 1953–1960 byl také členem komise ÚV ČSL pro hospodářství a politiku, od roku 1956 předseda Městského výboru ČSL v Praze. Zastával významné posty v stranickém tisku. V letech 1958–1963 byl totiž ekonomickým náměstkem ředitele a v letech 1963–1968 ředitelem Vydavatelství a nakladatelství Lidové demokracie.
Ve volbách roku 1964 byl zvolen za ČSL do Národního shromáždění ČSSR za Východočeský kraj. Mandát nabyl až dodatečně v březnu 1965 po doplňovacích volbách vypsaných poté, co zemřel poslanec Jaromír Berák. Uvádí se tehdy jako ředitel nakladatelství a vydavatelství Lidová demokracie v Praze. V roce 1958 mu bylo uděleno státní vyznamenání Za vynikající práci. V Národním shromáždění zasedal až do konce volebního období parlamentu v roce 1968.
K roku 1968 se profesně uvádí jako náměstek ministra zahraničního obchodu z obvodu Rychnov nad Kněžnou.
Po federalizaci Československa usedl roku 1969 do Sněmovny lidu Federálního shromáždění (volební obvod Rychnov nad Kněžnou), kde setrval do konce volebního období, tedy do voleb v roce 1971.
V roce 1968 zastupoval ČSL ve vládní komisi pro přípravu federalizace Československa. Roku 1971 odešel do důchodu.